# Myotis auriculus
Myotis auriculus (Baker & Stains, 1955) è un pipistrello della famiglia dei Vespertilionidi diffuso nell'America settentrionale e centrale.

## Descrizione

### Dimensioni
Pipistrello di piccole dimensioni, con la lunghezza della testa e del corpo tra 46 e 54 mm, la lunghezza dell'avambraccio tra 36 e 40 mm, la lunghezza della coda tra 39 e 49 mm, la lunghezza del piede tra 8 e 11 mm, la lunghezza delle orecchie tra 18 e 21 mm, e un peso fino a 6 g.

### Aspetto
La pelliccia è lunga e leggermente lanosa. Le parti dorsali sono fulvo-ocracee, con la base dei peli scura, mentre le parti ventrali sono giallo-brunastre. Il muso è rosato. Le orecchie sono molto lunghe, con la punta arrotondata e brunastre. Il trago è appuntito e lungo circa la metà del padiglione auricolare. Le membrane alari sono marroni e attaccate posteriormente alla base delle dita dei piedi, i quali sono piccoli. La coda è lunga ed inclusa completamente nell'ampio uropatagio. Il cranio è relativamente grande. Il cariotipo è 2n=44 FNa=52.

### Ecolocazione
Emette ultrasuoni di breve durata e bassa intensità con massima energia a 60 kHz.

## Biologia

### Comportamento
I rifugi diurni non sono noti, mentre di notte è stato osservato in edifici, miniere e grotte. L'attività predatoria inizia solitamente 1-2 ore dopo il tramonto, più tardi rispetto alle altre specie di Myotis. Sono presenti migrazioni stagionali sebbene non siano note le località di svernamento. Può raggiungere la velocità di 13 km/h.

### Alimentazione
Si nutre principalmente di falene raccolte sui tronchi degli alberi o sui muri delle costruzioni.

### Riproduzione
Le femmine danno alla luce un piccolo all'anno. Nello stato dell'Arizona le nascite avvengono a fine giugno o in luglio. L'aspettativa di vita è di circa 3 anni.

## Distribuzione e habitat
Questa specie è diffusa dall'Arizona e Nuovo Messico attraverso il Messico orientale ed occidentale. È stato catturato anche in una località del Guatemala meridionale.
Vive nelle boscaglie desertiche, foreste secche e pinete fino a 2.200 metri di altitudine.

## Tassonomia
Sono state riconosciute 2 sottospecie:
- M. a. auriculus: Stati messicani del Nuevo León, Tamaulipas, Veracruz;
- M. a. apache (Hoffmeister & Krutzsch, 1955): Arizona occidentale, Nuovo Messico orientale e Messico nord-occidentale fino allo stato di Jalisco.

## Conservazione
La IUCN Red List, considerato il vasto areale, la popolazione presumibilmente numerosa, la presenza in diverse aree protette e la tolleranza alle modifiche ambientali, classifica M.auriculus come specie a rischio minimo (Least Concern)).